# Aberdeen (Maryland)
Pour les articles homonymes, voir Aberdeen (homonymie).
Aberdeen est une ville située dans le comté de Harford, dans l'état du Maryland. Sa population est de 14 959 habitants en 2010. Son nom, donné par des migrants écossais, vient de la ville d'Aberdeen.
Aberdeen fait partie de la Région métropolitaine de Baltimore qui est la vingtième aire métropolitaine des États-Unis. La ville la plus proche est Havre de Grace à 7 km au nord-est.
Le terrain d'essais militaire d’Aberdeen est le plus ancien de l'U.S. Army : il a été inauguré le 20 octobre 1917, c'est-à-dire six mois après l'entrée en guerre des États-Unis. Le site permettait d'y déployer facilement l'artillerie car les ateliers et les appontements se trouvaient à proximité. Aberdeen prit ainsi le relais du centre d'essais de Sandy Hook, devenu trop petit pour certaines pièces. Au plus fort de la Seconde Guerre mondiale, les quartiers militaires permettaient de loger 2 348 officiers et 24 189 militaires.
Le pas de tir d'Edgewood couvre une superficie d'environ 5 250 ha, y compris Gunpowder Neck, Pooles Island, Carroll Island et Graces Quarters. Ces dernières décennies, diverses armes chimiques ont été fabriquées, entreposées et testées à Edgewood. Aujourd'hui, 38 600 habitants vivent à moins de 5 km du site.